# Richard Hamann (general)
Richard Hamann, nemški general in vojaški zdravnik, * 16. marec 1888, Bensberg, Porurje, † 3. februar 1956, Bonn.

## Življenjepis
Leta 1886 je vstopil v vojsko in začel s študijem medicine na Akademiji cesarja Wilhelma; končal ga je leta 1891. 
Nato je bil deset let asistent na Psihiatrični kliniki Univerze v Jeni, nakar je bil leta 1901 premeščen v Zdravstveni oddelek Pruskega vojnega ministrstva. Leta 1905 je bil postal polkovni zdravnik, nakar se je vrnil nazaj na ministrstvo kot osebni svetovalec. 
Med celotno prvo svetovno vojno in vse do leta 1920, ko se je upokojil, je bil poljski medicinski načelnik pri Velikem generalštabu.
Leta 1939 je bil aktiviran in postavljen za poveljnika Vojaške medicinske akademije vse do svoje vnovične upokojitve leta 1944.